# 中央タクシー (宮崎県)

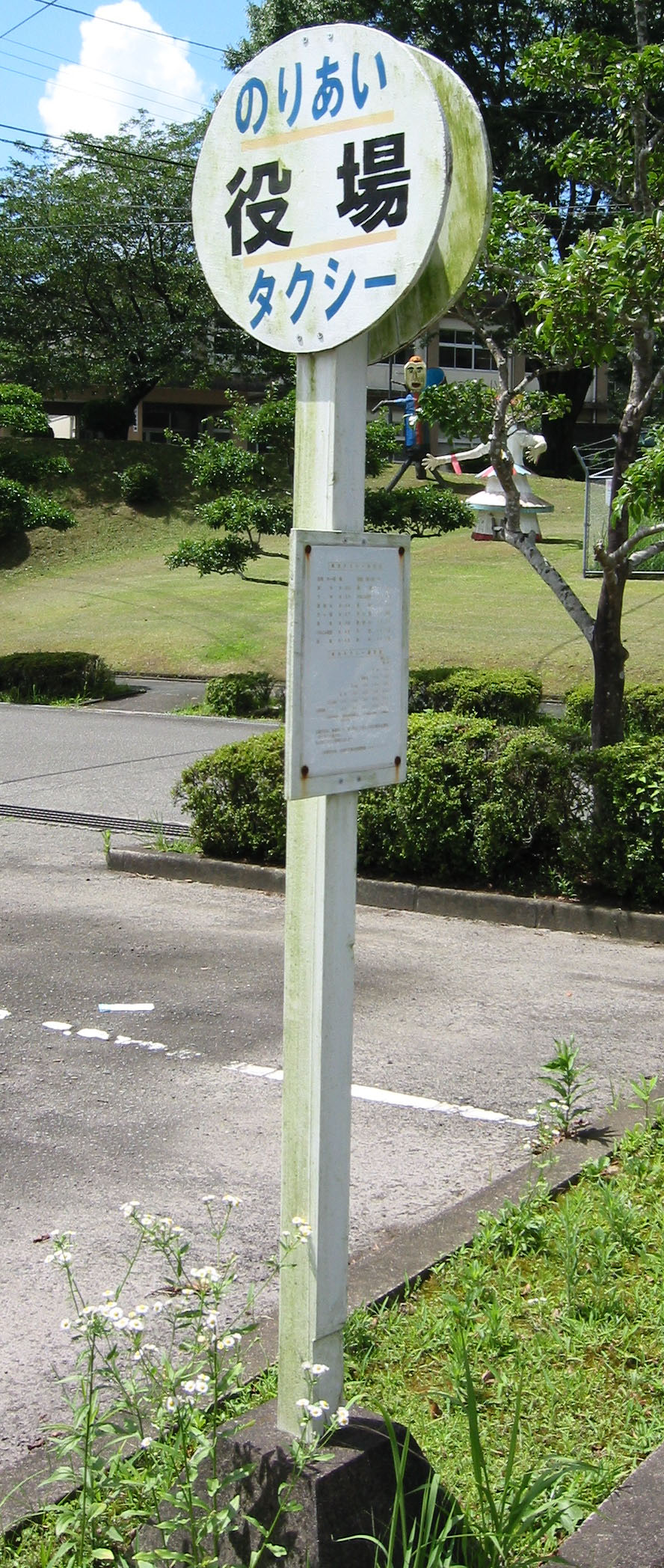
乗合タクシーの停留所

株式会社中央タクシー（ちゅうおうタクシー）は、宮崎県都城市に本社を置くタクシー事業者である。

## 営業所
- 庄内営業所
  - 宮崎県都城市庄内町8032-4
- 谷頭営業所
  - 宮崎県都城市山田町中霧島3108-9
- 山田営業所
  - 宮崎県都城市山田町山田4294-3

## 乗合タクシー
都城市の旧山田町内にて以下の乗合タクシー路線を運行している。運行開始は1993年9月1日である。
- 役場 - けねじゅ苑前 - 長谷 - 万ヶ塚 - 毘沙丸 - 下中 - 田中　　※全停留所記載
  - 月曜・水曜・金曜のみの運行で、祝祭日は運休。